# She Spies
She Spies  è una serie televisiva statunitense in 40 episodi, prodotta dalla Tower 18 Productions e MGM, trasmessi per la prima volta nel corso di 2 stagioni dal 2002 al 2004. La serie fu trasmessa in patria in syndication tranne per i primi 4 episodi che furono trasmessi sulla NBC.
È una serie d'azione alla Charlie's Angels, con una forte dose di autoironia, incentrata sulle vicende di tre donne ex criminali che diventano agenti segreti.

## Trama
Tre donne condannate per vari crimini, Cassie McBain, D.D. Cummings e Shane Phillips, vengono messe in libertà vigilata e diventano agenti segreti per conto dell'agenzia governativa ComCent. Il trio deve rispondere ad un agente speciale incaricato della riuscita delle loro operazioni e di assicurarsi che i termini della loro libertà condizionale siano costantemente rispettati.

## Personaggi e interpreti
- Cassie McBain (40 episodi, 2002-2004), interpretata da Natasha Henstridge.
- D.D. Cummings (40 episodi, 2002-2004), interpretata da Kristen Miller.
- Shane Phillips (40 episodi, 2002-2004), interpretata da Natashia Williams.
- Jack Wilde (20 episodi, 2002-2003), interpretato da Carlos Jacott.
- Duncan Baleu (20 episodi, 2003-2004), interpretato da Jamie Iglehart.
- Quentin Cross (20 episodi, 2003-2004), interpretato da Cameron Daddo.
- Capman (5 episodi, 2002-2003), interpretato da Erik Betts.
- The Chairman (4 episodi, 2003), interpretato da Bruce Boxleitner.

### Guest star
Tra le guest star: Tricia Helfer, Natalie Lander, Christopher Corey Smith, Liz Coke, Annabelle Milne, EdieMay Grant, Dot-Marie Jones, Priscilla Barnes, Scott Spiezio, Fred Roggin, Adam Kennedy (II), David Eckstein, Fritz Coleman, Stuart Scott, Tony Crane, Jason Blicker, Oz Perkins, Donna Pieroni, Patrick St. Esprit, Deprise Brescia, Edward Atterton, Dylan Neal, Mark Totty, Bruce Boxleitner, Brad Hawkins, Michelle Holgate, David Chokachi, Daamen J. Krall, Henry Polic.

## Produzione
La serie fu prodotta da MGM Television e Tower 18 Productions e girata negli studios della Metro-Goldwyn-Mayer a Culver City, a Los Angeles e a Newport Beach, in California. Le musiche furono composte da Gerald Brunskill.

### Registi
Tra i registi sono accreditati:
- Gregory J. Bonann in 9 episodi (2002-2004)
- Rick Jacobson in 6 episodi (2002-2004)
- Bethany Rooney in 3 episodi (2002-2003)
- Reza Badiyi in 3 episodi (2003)
- Krishna Rao in 2 episodi (2002-2003)
- John T. Kretchmer in 2 episodi (2002)
- Chuck Bowman in 2 episodi (2003-2004)
- Oley Sassone in 2 episodi (2003-2004)
- Jefferson Kibbee in 2 episodi (2003)

### Sceneggiatori
Tra gli sceneggiatori sono accreditati:
- Joe Livecchi in 40 episodi (2002-2004)
- Steven Long Mitchell in 40 episodi (2002-2004)
- Vince Manze in 40 episodi (2002-2004)
- Craig W. Van Sickle in 40 episodi (2002-2004)
- David Misch in 6 episodi (2002-2003)
- Jack Bernstein in 4 episodi (2002-2003)
- Ron Osborn in 4 episodi (2002-2003)
- Jeff Reno in 4 episodi (2002-2003)
- Gene Laufenberg in 3 episodi (2002-2003)
- Robin Bernheim in 3 episodi (2003-2004)
- Tony Blake in 3 episodi (2003-2004)
- Alan Cross in 3 episodi (2003-2004)
- Jennifer Furlong Sellar in 3 episodi (2003-2004)
- Paul Jackson in 3 episodi (2003-2004)
- Mark M. Dodson in 2 episodi (2002-2003)
- Josh Appelbaum in 2 episodi (2002)
- Blaine Devoroe in 2 episodi (2002)
- Blake Devoroe in 2 episodi (2002)
- André Nemec in 2 episodi (2002)
- Steven L. Sears in 2 episodi (2003-2004)
- Christopher Painter in 2 episodi (2003)

## Distribuzione
La serie fu trasmessa negli Stati Uniti dal 20 luglio 2002 al 17 maggio 2004 sulla NBC (primi 4 episodi) e in syndication. In Italia è stata trasmessa nel 2005 su Fox con il titolo She Spies.
Alcune delle uscite internazionali sono state:
- negli Stati Uniti il 20 luglio 2002 (She Spies)
- in Francia il 4 marzo 2003 (Spy Girls)
- in Norvegia il 10 giugno 2003
- in Brasile il 18 aprile 2004
- in Svezia il 31 maggio 2004
- in Australia il 31 gennaio 2005
- in Italia il 12 giugno 2005 (She Spies)
- nel Regno Unito il 12 settembre 2005
- in Ungheria il 12 ottobre 2005 (Kémcsajok)
- in Spagna (Superespias)
- in Romania (Ele spioneaza)
- in Germania (Drei Ladies Undercover)

## Episodi
| Stagione         | Episodi | Prima TV USA | Prima TV Italia |
| ---------------- | ------- | ------------ | --------------- |
| Prima stagione   | 20      | 2002-2003    | 2005            |
| Seconda stagione | 20      | 2003-2004    | ?               |